# Noelle Mben
Isabelle Noelle Mben Mbediang (født 5. januar 1988) er en camerounsk håndboldspiller for Yenimahalle Bld. SK og det camerounske landshold.
Hun repræsenterede Cameroun ved verdensmesterskabet i håndbold for kvinder i 2017 i Tyskland.